# Peoples Temple (Tying Tiffany)
Peoples Temple è il terzo album della musicista italiana Tying Tiffany. È stato pubblicato nel 2010 dall'etichetta discografica tedesca Trisol.

## Il disco
Il titolo dell'album fa riferimento all'omonima setta pseudoreligiosa statunitense, nota per il massacro avvenuto alla fine degli anni settanta: il 18 novembre del 1978 il guru Jim Jones convinse i propri adepti ad ingerire una bevanda a base di cianuro, provocando la morte di 918 persone, di cui 270 bambini.
Questo fatto di cronaca viene preso da Tying Tiffany come elemento di paragone per la società attuale: alla continua ricerca di qualcosa in cui credere ma priva di spirito critico e perciò facile preda di imbonitori e ciarlatani, con tutti i rischi che ne conseguono.
Tematiche del disco sono quindi i vuoti generazionali, la mancanza di ideali e i "lavaggi del cervello".
Da un punto di vista stilistico l'album si presenta cupo e cadenzato, ma orecchiabile e ricco di melodie. Adatto ad un certo tipo di danza. 
Interamente cantato in lingua inglese e musicalmente riconducibile alla darkwave degli anni ottanta (Sisters of Mercy, o i primi Depeche Mode, solo per citare alcuni dei nomi più noti), ma con tessiture sonore abbastanza variegate.

Nel brano One Breath spicca la voce maschile del musicista svedese Fè, mentre nel brano Cecille la voce di Tiffany si fonde con quella di Costanza Francavilla.
Il disco è stato prodotto da Lorenzo Montanà.
Successivamente all'uscita dell'album, la canzone Storycide è stata impiegata dalla CBS per realizzare la colonna sonora di una puntata di CSI: Las Vegas (numero 3, stagione 11, dal titolo Blood Moon), andata in onda negli Stati Uniti il 7 ottobre 2010.
Da Peoples Temple sono stati tratti due videoclip: Miracle, diretto da Oliver Rossol; Lost Way, diretto da Luigi Coppola.

## Tracce
1. 3 Circle – 3:37
2. Storycide – 2:54
3. Lost Way – 3:22
4. One Breath (feat. Fè) – 3:19
5. Still in My Head – 2:23
6. Miracle – 3:18
7. Cecille (feat. Costanza Francavilla) – 3:03
8. Borderline – 4:21
9. Ghoul – 3:17
10. Show Me What You Got – 4:07